# Яцків (потік)
Яцків (пол. Jacków) — гірський потік в Україні, у Дрогобицькому районі Львівської області у Галичині. Правий доплив Уличанки, (басейн Дністра).

## Опис
Довжина потоку приблизно 7,96 км, найкоротша відстань між витоком і гирлом — 6,82 км, коефіцієнт звивистості потоку — 1,17. Формується багатьма безіменними гірськими струмками. Потік тече у межах Верхньодністровських Бескидів (частина Українських Карпат).

## Розташування
Бере початок на північно-східних схилах Орів Ділу, коло вершини Белеїв (775 м) на північно-східній околиці села Зимівки. Тече переважно на північний схід через урочище Недзьведзя, понад горою Кічера (408 м) і у селі Уличне впадає у річку Уличанку, ліву притоку Колодниці.